# Placówka Straży Celnej „Praszka”

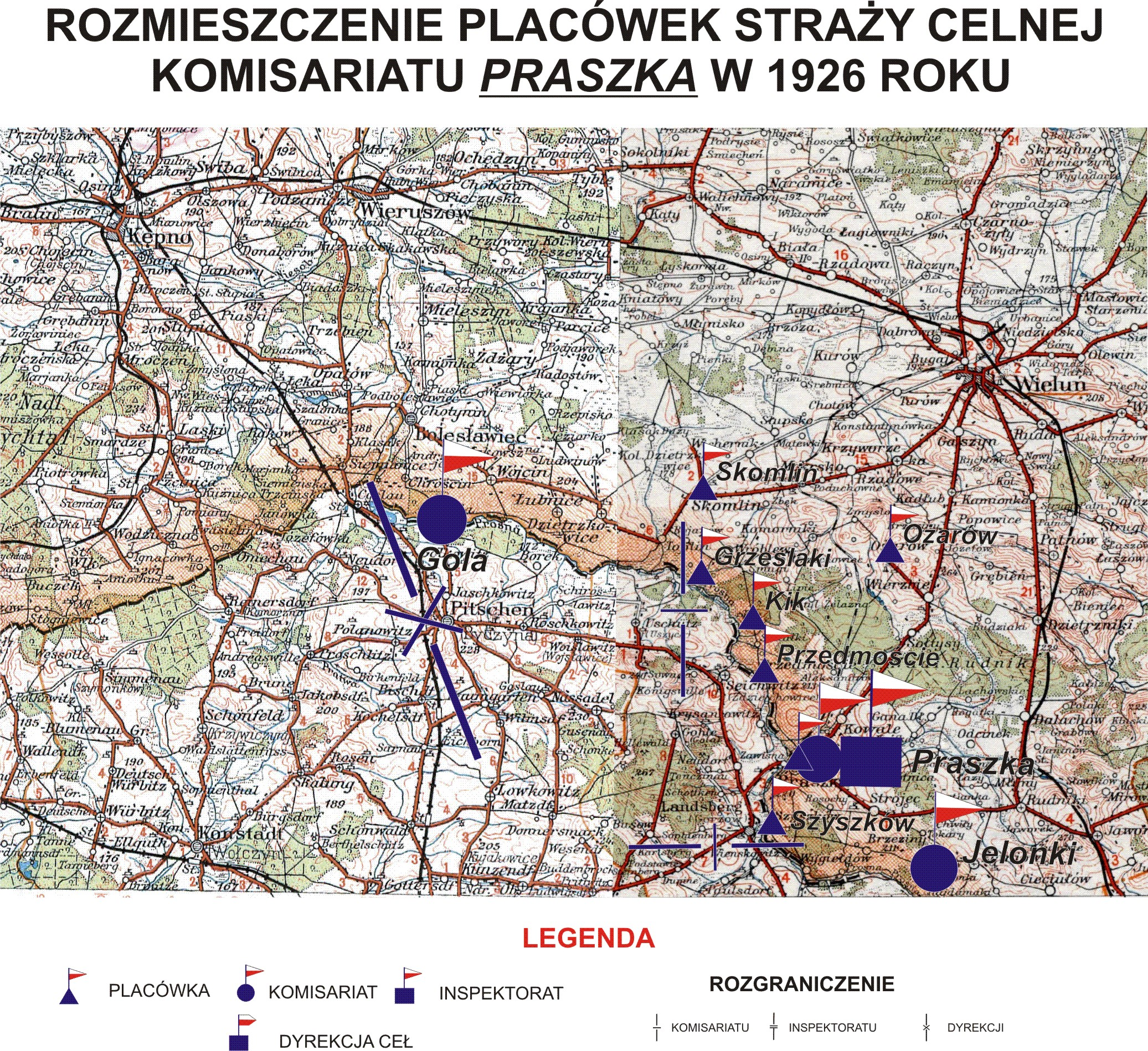
Rozmieszczenie placówek SC Komisariatu Praszka w 1926 r.

Placówka Straży Celnej „Praszka” – jednostka organizacyjna Straży Celnej pełniąca w okresie międzywojennym służbę ochronną na granicy polsko-niemieckiej.

## Formowanie i zmiany organizacyjne
Na wniosek Ministerstwa Skarbu, uchwałą z 10 marca 1920 roku, powołano do życia Straż Celną. Od połowy 1921 roku jednostki Straży Celnej rozpoczęły przejmowanie odcinków granicy od pododdziałów Batalionów Celnych. Proces tworzenia Straży Celnej trwał do końca 1922 roku. W 1921 roku w Praszce stacjonował sztab 2 kompanii 5 batalionu celnego. 2 kompania celna jedną ze swoich placówek wystawiła w Praszce. Placówka Straży Celnej „Praszka” weszła w podporządkowanie komisariatu Straży Celnej „Praszka” z Inspektoratu SC „Praszka”.
W drugiej połowie 1927 roku przystąpiono do gruntownej reorganizacji Straży Celnej. W praktyce skutkowało to rozwiązaniem tej formacji granicznej. Ochronę północnej, zachodniej i południowej granicy państwa przejęła powołana z dniem 2 kwietnia 1928 roku Straż Graniczna.
Rozkazem nr 3 z 25 kwietnia 1928 roku w sprawie organizacji Wielkopolskiego Inspektoratu Okręgowego dowódca Straży Granicznej gen. bryg. Stefan Pasławski określił strukturę organizacyjną komisariatu SG „Praszka”. Placówka Straży Granicznej I linii „Praszka” znalazła się w jego strukturze.

## Funkcjonariusze placówki
Kierownicy placówki
| stopień    | imię i nazwisko, numer  | okres pełnienia służby | kolejne stanowisko |
| ---------- | ----------------------- | ---------------------- | ------------------ |
| przodownik | Albert Sobczyński (754) | był w 1926             |                    |

Obsada personalna placówki w 1926:
- przodownik Albert Sobczyński (754)
- starszy strażnik Hipolit Reszko (624)
- strażnik Bolesław Krzysztosiak (842)
- strażnik Bogumił Jachólski (837)
- strażnik Wincenty Kępiński (796)
- strażnik Józef Mazurek (807)
- strażnik Eugeniusz Skierczyński (665)
- strażnik Józef Bujanowski (626)
- strażnik Ignacy Ślężak (817)
- strażnik Bronisław Mitka (889)
- strażnik Antoni Nowacki (747)
- strażnik Ignacy Małyga (653)
- strażnik Mieczysław Małek (652)
- strażnik Mikołaj Iwanowski (637)
- strażnik Wojciech Białek (1119)
- strażnik Bolesław Paprocki (665)
- strażnik Jan Czajkowski (863)
- strażnik Bolesław Kuczyński (869)